# Берег Камы (Юго-Камское сельское поселение)
Берег Камы — деревня в Пермском районе Пермского края. Входит в состав Юго-Камского сельского поселения.

## Географическое положение
Расположена на берегу Воткинского водохранилища при впадении в него реки Юг, примерно в 9 км к юго-западу от административного центра поселения, посёлка Юго-Камский.

## Население
| 2010 |
| ---- |
| 23   |

## Улицы[2]
- Гаревская ул.
- Подлесная ул.
- Придорожная ул.

## Топографические карты
- Лист карты O-40-75 Нытва. Масштаб: 1 : 100 000. Состояние местности на 1983 год. Издание 1984 г.